# Isodontia simoni
Isodontia simoni là một loài côn trùng cánh màng trong họ Sphecidae, thuộc chi Isodontia. Loài này được du Buysson miêu tả khoa học đầu tiên năm 1898.